# Irina Wsewolodowna Meyerhold
Irina Wsewolodowna Meyerhold (russisch Ирина Всеволодовна Мейерхольд; * 9. Mai 1905 in Pensa; † 21. November 1981 in Leningrad) war eine sowjetische Schauspielerin, Schauspiellehrerin und Theaterdirektorin. 1978 wurde sie von der Tschetscheno-Inguschischen Autonomen Sozialistischen Sowjetrepublik ausgezeichnet.
Irina Meyerhold war eine Tochter von Wsewolod Meyerhold und Olga Munt. Sie war verheiratet mit dem Schauspieler Wassili Merkurjew (1904–1978). Ihr Sohn Pjotr Merkurjew (1943–2010) wurde ebenfalls Schauspieler.